# Mani Haghighi

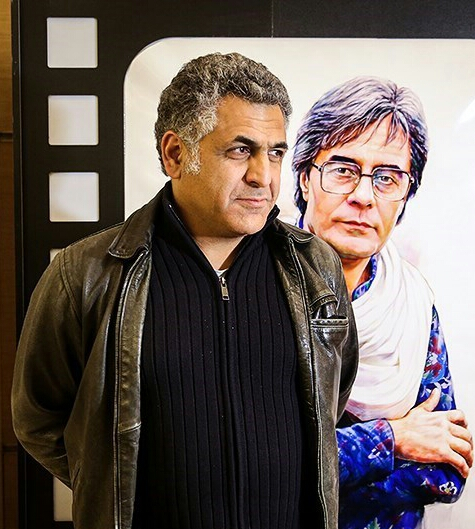
Mani Haghighi (2016)

Mani Haghighi (persisch مانی حقیقی; * 4. Mai 1969 in Teheran) ist ein iranischer Theaterregisseur und Filmemacher.

## Leben
In Kanada studierte Haghighi Philosophie, Theaterwissenschaften und Methodik. Er arbeitete als Theaterregisseur und realisierte ab 1994 einen Dokumentarfilm, mehrere Kurz- und Werbefilme sowie 2003 sein Spielfilmdebüt Abadan. Sein Film Men at Work lief im Forum des Jungen Films im Rahmen der Internationalen Filmfestspiele 2006 in Berlin. Sein Film Modest Reception – Die Macht des Geldes feierte seine Weltpremiere auf den 62. Internationalen Filmfestspielen Berlin.
2016 erhielt Haghighi für seinen Spielfilm Ejhdeha Vared Mishavad! (englisch: A Dragon Arrives!) eine Einladung in den Wettbewerb der 66. Internationalen Filmfestspiele Berlin.

## Filmografie
- 2001: To Stay
- 2003: Abadan
- 2006: Men at Work
- 2006: Feuerzauber (persisch چهارشنبه سوری, Tschahar Schanbe Suri) – Drehbuch
- 2009: Alles über Elly (persisch درباره الی, Darbārehye Elly) – Darstellung
- 2012: Modest Reception – Die Macht des Geldes (persisch پذیرایی ساده, Paziraie Sadeh) – Drehbuch, Regie, Darstellung
- 2016: Ejhdeha Vared Mishavad! – Drehbuch, Regie, Produktion
- 2016: 50 Kilo Albaloo (persisch: 50 كيلو آلبالو)
- 2018: Khook-Pig (persisch: خوک) – Drehbuch, Regie, Produktion

## Preise und Auszeichnungen
- 2012: NETPAC-Preis für Modest Reception – Die Macht des Geldes, Internationale Filmfestspiele Berlin 2012